# Ségur (metropolitana di Parigi)
Ségur è una stazione della linea 10 della metropolitana di Parigi.

## La stazione
Nonostante il nome, la stazione si trova sotto l'avenue de Suffren, in quanto l'avenue de Ségur è ubicata ad alcune centinaia di metri di distanza.

### Storia
La stazione trae il suo nome dal marchese Philippe Henri de Ségur (1724-1801) che fu maresciallo di Francia e segretario di Stato alla Guerra dal 1780 al 1787. Il nome de Ségur è più noto per i romanzi di sua nipote, la contessa Sophie Rostopchine de Ségur (1799-1874), della quale si ricordano: Les Malheurs de Sophie, Mémoires d'un âne, Les petites filles modèles.